# 新井口駅

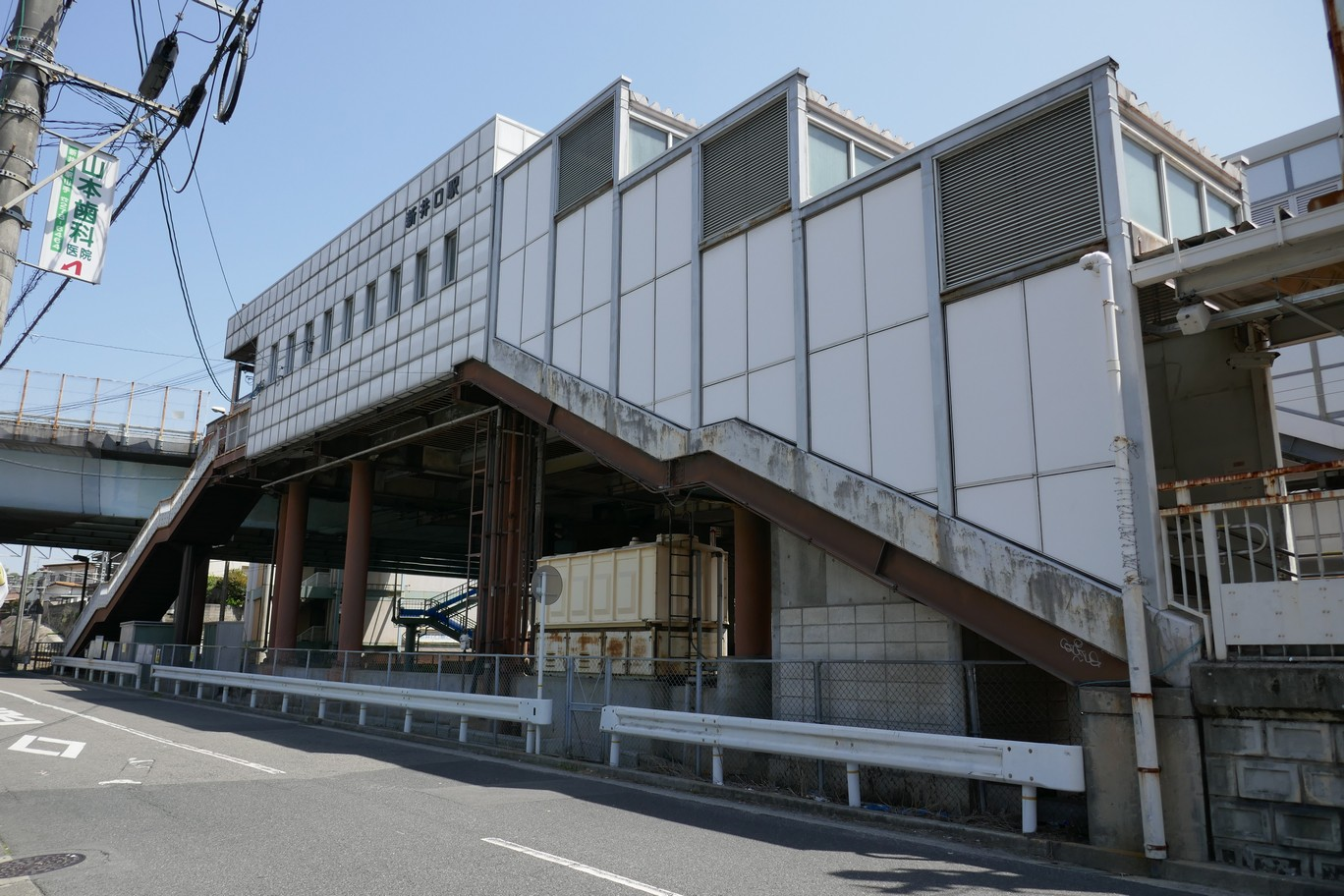
北口より（2019年4月）

新井口駅（しんいのくちえき）は、広島県広島市西区井口一丁目にある、西日本旅客鉄道（JR西日本）山陽本線の駅。駅番号はJR-R05。
隣接して広島電鉄宮島線の商工センター入口駅があり、両駅の駅舎が直結している。

## 歴史
建設費3億7000万円全額を地元が負担して建設された請願駅である。
- 1985年（昭和60年）3月14日：国鉄山陽本線西広島駅 - 五日市駅間に新設[3]。旅客営業のみ[4]。
- 1987年（昭和62年）4月1日：国鉄分割民営化に伴い、西日本旅客鉄道（JR西日本）の駅となる[4]。
- 1988年（昭和63年）2月：みどりの窓口営業開始[5]。
- 1998年（平成10年）
  - 3月14日：平日朝ラッシュ時に、上りのみ快速列車[注釈 1]を運転開始するが、当駅は通過駅となる。
  - 10月3日：平日夕ラッシュ時に、下りでも快速列車[注釈 1]を運転開始するが、当駅は通過駅となる。
- 2001年（平成13年）3月3日：快速「山陽シティライナー」の停車駅となる。但し、朝夕ラッシュ時に運転する列車[注釈 2]は引き続き通過。
- 2004年（平成16年）3月13日：快速「通勤ライナー」[注釈 3]の停車駅となる。
- 2007年（平成19年）
  - 5月30日：ICOCA対応自動改札機設置。
  - 9月1日：ICカード「ICOCA」が利用可能となる。
- 2020年（令和2年）
  - 3月1日：みどりの窓口営業終了。
  - 3月2日：みどりの券売機プラス稼働開始。
- 2021年（令和3年）11月1日：業務委託駅化（JR西日本中国交通サービス受託）。

## 駅構造
8両編成対応相対式ホーム2面2線を有する地上駅。橋上駅舎を備える。分岐器や絶対信号機を持たないため、停留所に分類される。カーブ途中に駅があるため、列車は一部箇所で傾いたまま停車する。ホーム上には車掌用の乗降監視モニタが設置されている他、下りホームには回転灯や音声で列車とホームとの隙間に対する注意を促している。エレベーターは1番のりばのみ設置されている。
業務委託駅。みどりの券売機プラスが設置されている。以前はみどりの窓口が設置されていた。ICOCA利用可能駅であり、ICOCA相互利用対象であるICカード乗車券も利用可能。JR特定都区市内制度における「広島市内」の駅である。

### のりば
| のりば | 路線     | 方向 | 行先             |
| ------ | -------- | ---- | ---------------- |
| 1      | 山陽本線 | 下り | 宮島口・岩国方面 |
| 2      | 山陽本線 | 上り | 広島・呉方面     |

### 駅構内設備
- みどりの券売機プラス
- みどりの券売機
- セブンイレブンキヨスク
- 自動券売機
- 自動改札機

## 利用状況
- 以下の情報は、広島市統計書[7]に基づいたデータである。

| 年度                | 1日平均 乗車人員 |
| ------------------- | ---------------- |
| 1984年（昭和59年）  | 2,684            |
| 1985年（昭和60年）  | 2,397            |
| 1986年（昭和61年）  | 3,092            |
| 1987年（昭和62年）  | 4,407            |
| 1988年（昭和63年）  | 5,513            |
| 1989年（平成 元年） | 5,596            |
| 1990年（平成02年）  | 7,072            |
| 1991年（平成03年）  | 7,315            |
| 1992年（平成04年）  | 7,579            |
| 1993年（平成05年）  | 7,871            |
| 1994年（平成06年）  | 7,867            |
| 1995年（平成07年）  | 7,944            |
| 1996年（平成08年）  | 7,921            |
| 1997年（平成09年）  | 7,621            |
| 1998年（平成10年）  | 7,524            |
| 1999年（平成11年）  | 7,378            |
| 2000年（平成12年）  | 7,418            |
| 2001年（平成13年）  | 7,396            |
| 2002年（平成14年）  | 7,121            |
| 2003年（平成15年）  | 7,245            |
| 2004年（平成16年）  | 7,328            |
| 2005年（平成17年）  | 7,322            |
| 2006年（平成18年）  | 7,375            |
| 2007年（平成19年）  | 7,461            |
| 2008年（平成20年）  | 7,450            |
| 2009年（平成21年）  | 7,568            |
| 2010年（平成22年）  | 7,568            |
| 2011年（平成23年）  | 7,634            |
| 2012年（平成24年）  | 7,733            |
| 2013年（平成25年）  | 7,889            |
| 2014年（平成26年）  | 7,837            |
| 2015年（平成27年）  | 8,096            |
| 2016年（平成28年）  | 8,225            |
| 2017年（平成29年）  | 8,491            |
| 2018年（平成30年）  | 8,305            |
| 2019年（令和 元年） | 8,188            |
| 2020年（令和02年）  | 6,202            |
| 2021年（令和03年）  | 6,037            |
| 2022年（令和04年）  | 6,759            |

乗車数グラフ

## 駅周辺
- 広島電鉄宮島線（2号線） 商工センター入口駅（高須・古江・草津方面 - 楽々園方面）
- 広島電鉄荒手車庫
- 広島サンプラザ
- 広島西警察署
- 広島市中小企業会館
- 草津病院
- 商工センター
- 広島中央卸売市場
- 早稲田自動車学園
- 鈴が峰団地
- アルパーク：駅からは動く歩道が連絡している。
- 広島信用金庫 西部支店
- 国道2号
- 国道2号 西広島バイパス 商工センター東IC 商工センター西IC
- 広島南道路（広島高速3号線に接続） 商工センター出入口

## バス路線
新井口駅 バス停（鈴が峰住宅方面）（広島バス、広電バス）
- 28号線（鈴商線） - 鈴が峰住宅方面
- 28-1号線 - 山田団地方面
- 28-2号線 - 美鈴が丘団地方面
- 28-7号線 - 井口台パークタウン方面
- 202号線 西風みなとライン -  ジアウトレット広島方面（土曜・日曜・祝日に運行）

新井口駅 バス停（アルパーク方面）（広島バス・広電バス）
- 28号線 - アルパーク方面
- 201号線 西風みなとライン - アルパーク方面

## 隣の駅
西日本旅客鉄道（JR西日本）
 山陽本線
■快速「シティライナー」（土休日のみ運転)
通過
■快速「通勤ライナー」（平日朝上りのみ運転）・■普通
西広島駅 (JR-R04) - 新井口駅 (JR-R05) - 五日市駅 (JR-R06)
西広島駅との間にJR古江駅（仮称）を新設する構想がある。